# Corydalis zetterlundii
Corydalis zetterlundii là một loài thực vật có hoa trong họ Anh túc. Loài này được Lidén mô tả khoa học đầu tiên năm 1991.